# La Charité-sur-Loire
La Charité-sur-Loire là một xã trong tỉnh Nièvre, thuộc vùng Bourgogne-Franche-Comté của nước Pháp, có dân số là 5460 người (thời điểm 1999). Xã nằm cạnh sông Loire, khoảng 25 km về phía bắc của Nevers.

## Nhân khẩu học
| 1962  | 1968  | 1975  | 1982  | 1990  | 1999  |
| ----- | ----- | ----- | ----- | ----- | ----- |
| 5.742 | 6.194 | 6.426 | 6.416 | 5.686 | 5.460 |

## Các thành phố kết nghĩa
- Biedenkopf an der Lahn, Đức
- Neustadt an der Orla, Đức
- Wépion, Bỉ
- Oostduinkerke, Bỉ
- Castiglion Fiorentino, Ý